# Helsingfors Pride
Helsingfors Pride är en årlig återkommande festival i Helsingfors som främst riktar sig till HBTQ+-personer (homo- och bisexuella, transpersoner och queera med flera).

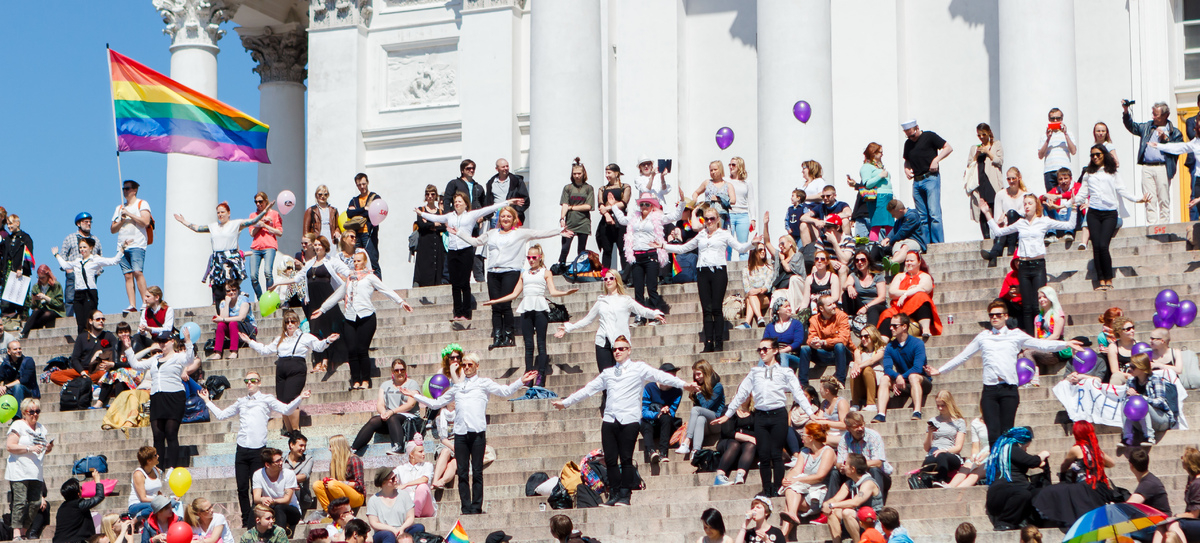
Människor firar Helsingfors Pride 2014.

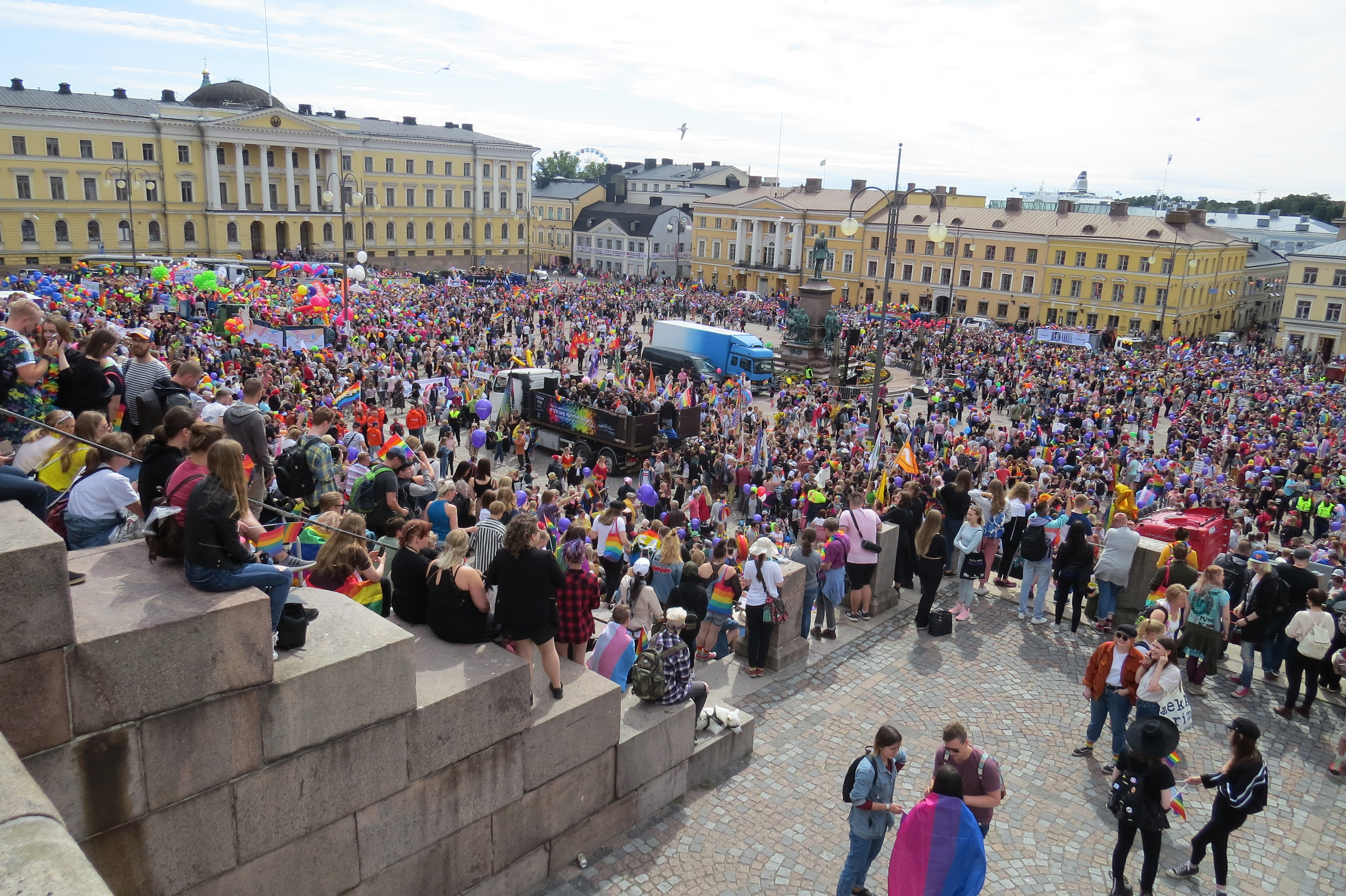
Människor har samlat på Senatstorget under Helsingfors Pride 2019.

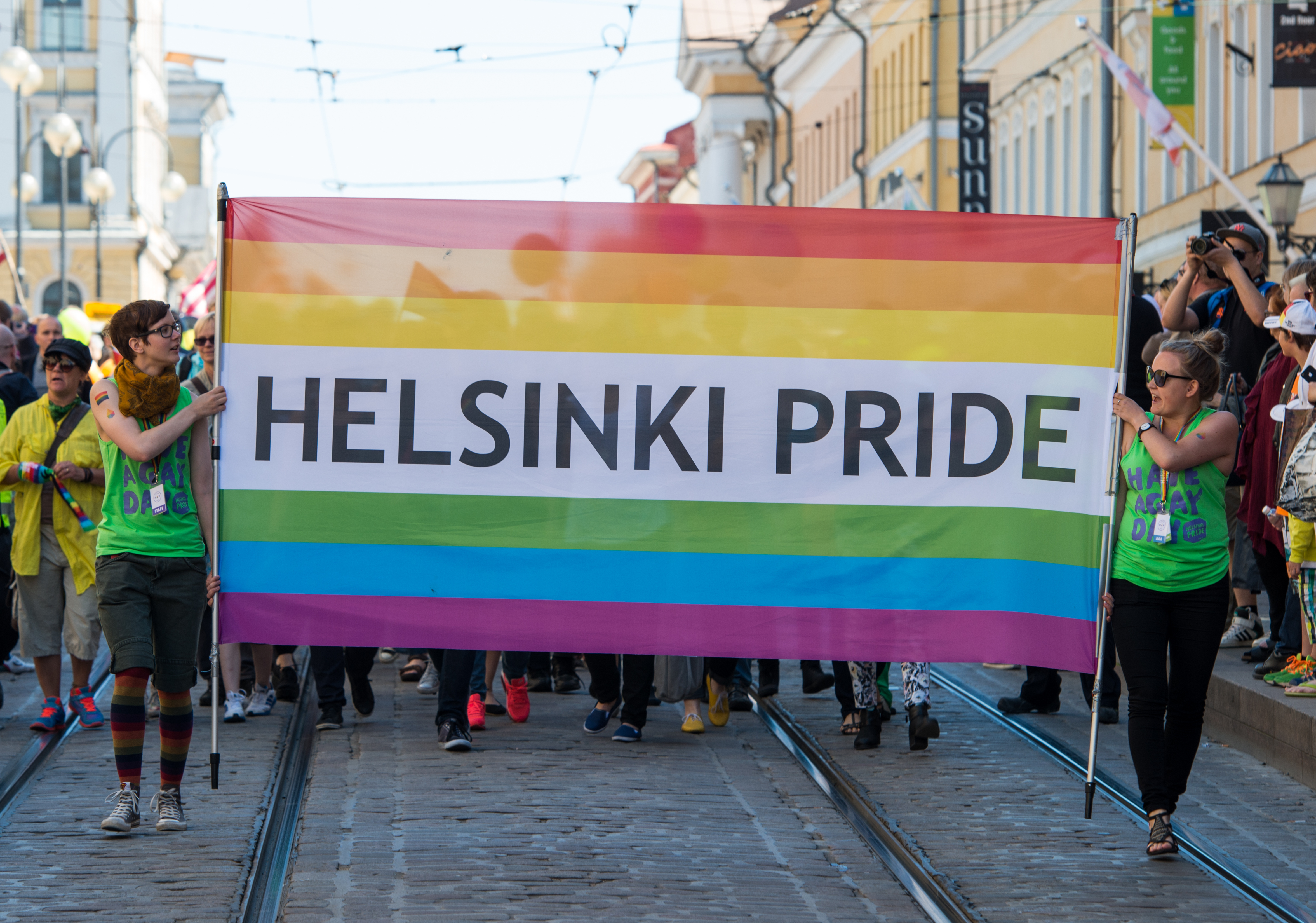
Pride 2014.

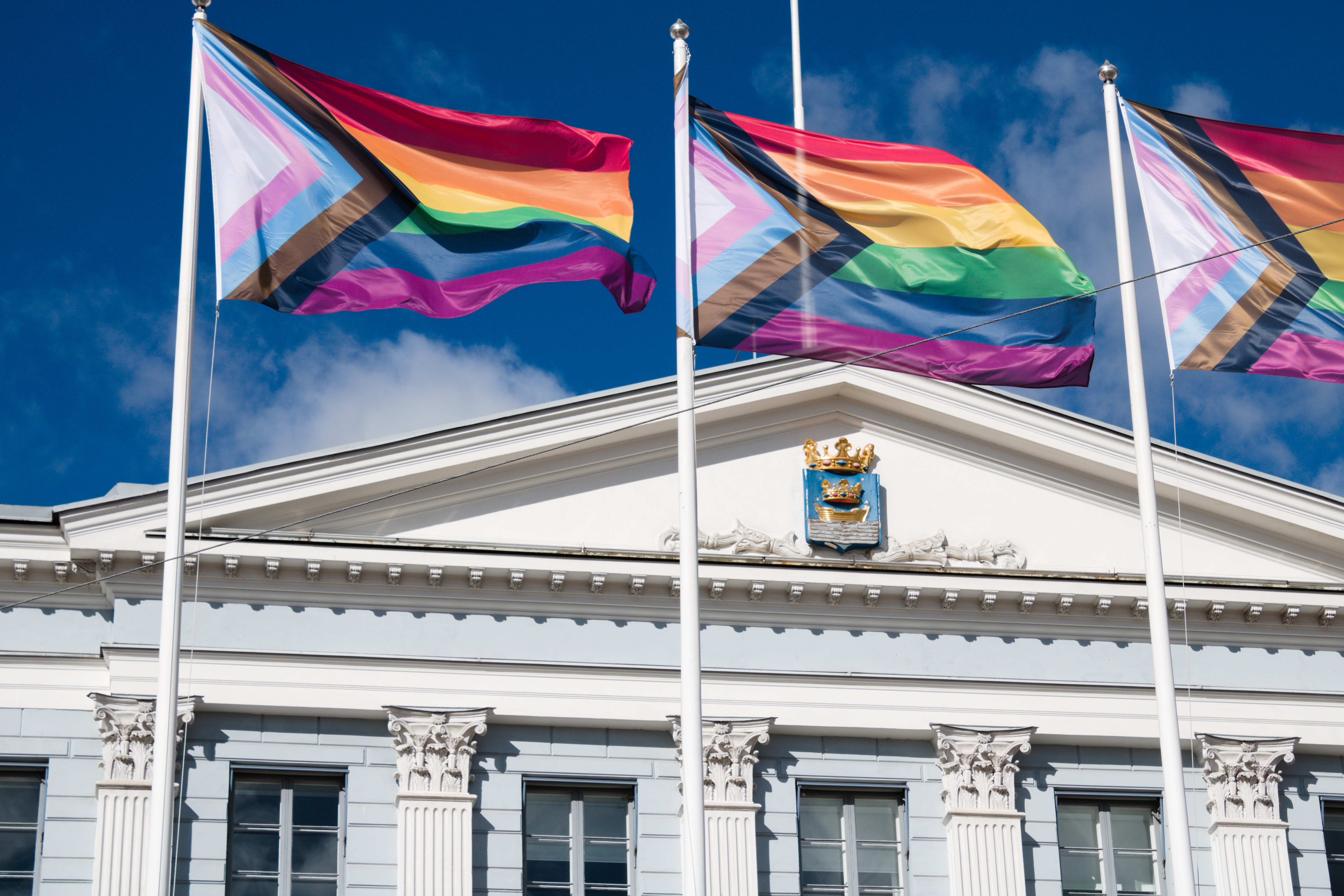
Flaggning utanför stadshuset under Helsingfors Pride 2020.

1975 arrangerades den första Pride i Finland som då kallades Homosexuella frigörelseveckan. Festivalen har gått under namnet Helsingfors Pride sedan 2000. Sedan 2006 har Pride ägt rum varje år.

## Historik
1975 arrangerade den finska människorsrättorganisationen Seta, grundad 1974, Homosexuella frigörelseveckan. 

## Prideparaden 2019

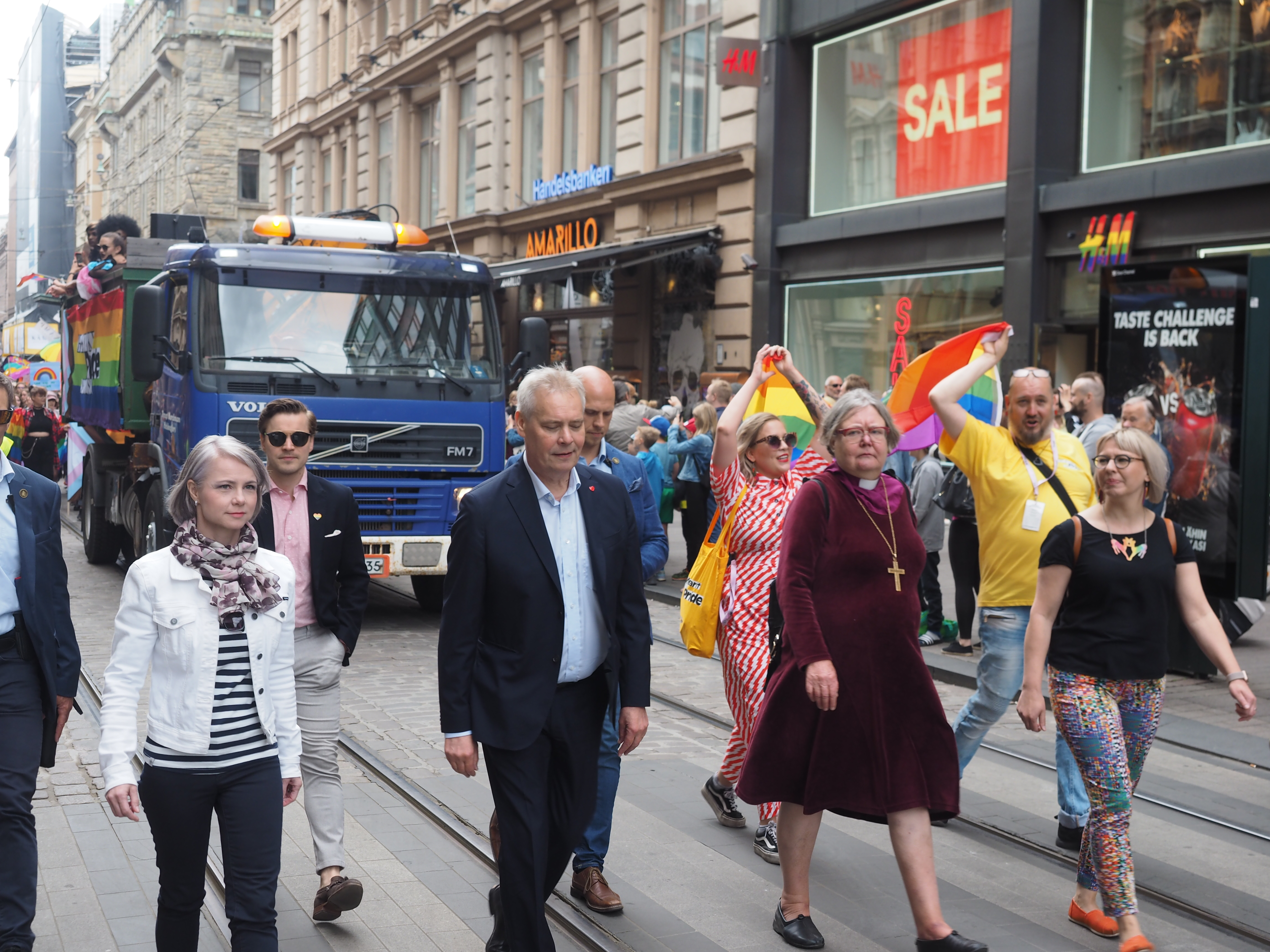
Statsminister Antti Rinne (i mitten med stängda ögon) gående i prideparaden 2019 tillsammans med Helsingfors biskop emerita Irja Askola (till höger).

Pride 2019 var en pridefestival som anordnades i Helsingfors den 24–30 juni 2019. Det var den femtionde årliga tillställningen av Helsingfors Pride. Prideveckan arrangerades av den registrerade föreningen Helsinki Pride -yhteisö (tidigare HeSeta ry). Prideparaden lockade drygt 100 000 besökare och är med det ett av de största offentliga arrangemangen i Finland genom tiderna.
Prideveckan kulminerade i prideparaden som anordnades lördagen den 29 juni. Paraden startade från Senatstorget och slutade vid Brunnsparken. Helsingfors polis uppskattade antalet deltagare till cirka 100 000, vilket är ungefär lika många som paraden hade året innan.
Statsminister Antti Rinne deltog i paraden som Finlands första sittande statsminister. Även Helsingfors universitet deltog officiellt i paraden för första gången.
För första gången fungerade även Finlands evangelisk-lutherska kyrka som officiell samarbetsparter, något som föranledde såväl beröm som kritik från allmänheten. I samband med att samarbetet offentliggjordes skrev 1100 personer ut sig ur kyrkan.